# Myślibórz (Grande-Pologne)
Pour les articles homonymes, voir Myślibórz (homonymie).
Myślibórz (prononciation : [mɨˈɕlibuʂ]) est un village polonais de la gmina de Golina dans le powiat de Konin de la voïvodie de Grande-Pologne dans le centre-ouest de la Pologne.
Il se situe à environ 5 kilomètres au sud-ouest de Golina (siège de la gmina), à 14 kilomètres à l'ouest de Konin (siège du powiat) et à 81 kilomètres à l'est de Poznań (capitale régionale).
Le village possédait une population de 149 habitants en 2008.

## Histoire
De 1975 à 1998, le village faisait partie du territoire de la voïvodie de Konin.

Depuis 1999, Myślibórz est situé dans la voïvodie de Grande-Pologne.